# Al-Jazuli Daf'allah
Al-Jazuli Daf'allah (en arabe : الجزولي دفع الله ; né en décembre 1935) est un homme politique soudanais, premier ministre du Soudan du 22 avril 1985 au 6 mai 1986.

## Biographie
Diplômé de la faculté de médecine de l'Université de Khartoum en 1959, il était à la tête de l'Association médicale soudanaise. Il a été le onzième Premier ministre du Soudan du 22 avril 1985 au 6 mai 1986. Après avoir participé au coup d'État qui a destitué le dictateur Jaafar al-Nimeiry, il a rejoint le gouvernement militaire en tant que Premier ministre. Il a démissionné de son poste après la tenue d'élections démocratiques en 1986, et Sadiq al-Mahdi lui a succédé.